# Nicolas Besnier
Nicolas Besnier (Parigi, 1686 – Parigi, 14 giugno 1754) è stato un orafo e architetto francese, oltre che argentiere.

## Biografia

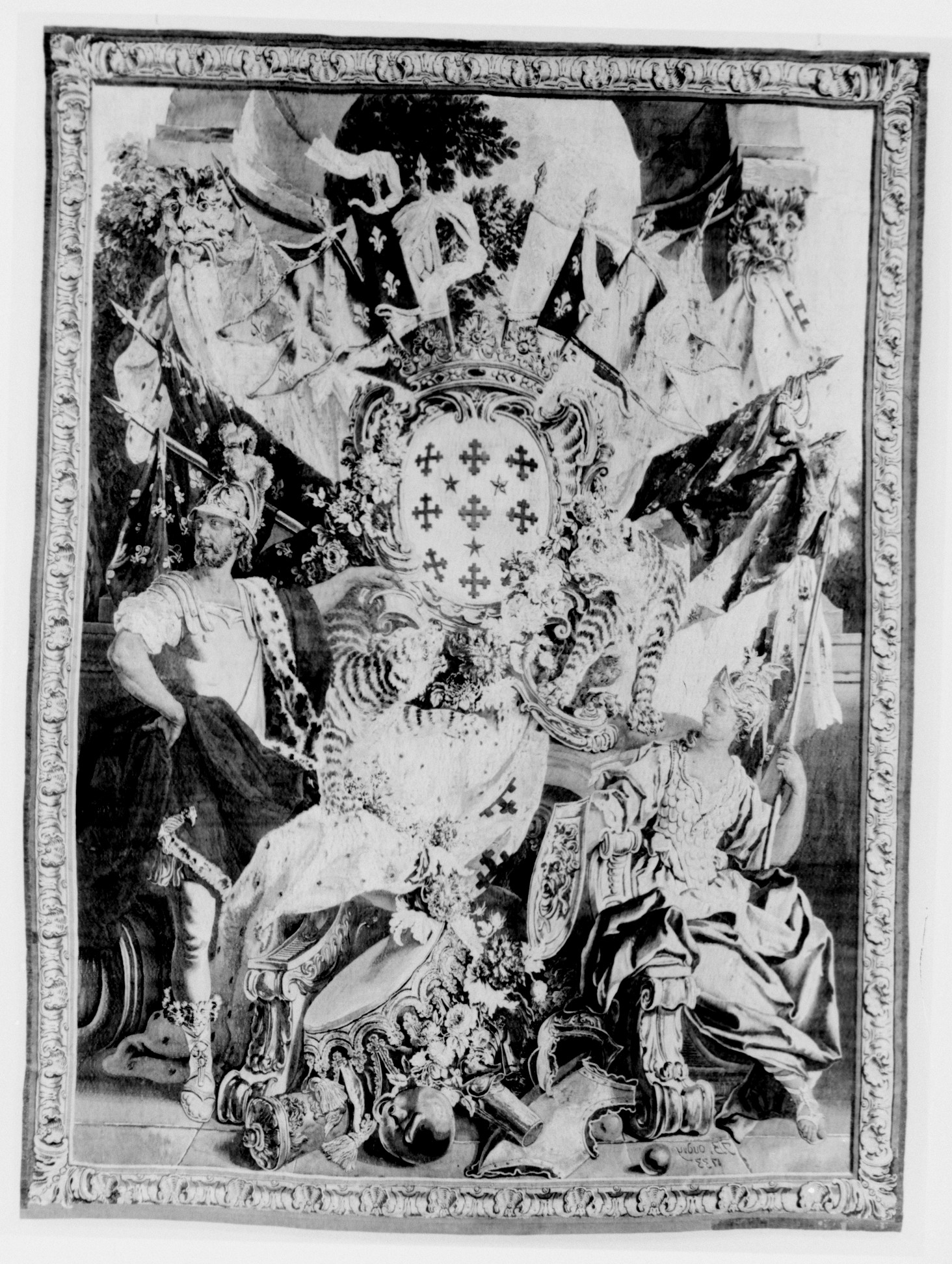
Arma di Joseph Marie, secondo duca di Boufflers (1733), arazzo di Beauvais

Nicolas Besnier, uno dei migliori esponenti dell'orificeria della Reggenza, nacque a Parigi nel 1686, figlio di Francois Besnier e di Henrietta Jeanne de Meaux Valliere.
Suo fratello Jacques Besnier (1688-1761), promosso alla maîtrise nel 1720, fu uno degli argentieri più apprezzati della sua epoca; realizzò opere riccamente decorate che anticiparono con i loro elementi classicheggianti, lo Stile Luigi XVI.
Nicolas Besnier viaggiò in Italia per perfezionarsi nell'architettura, dall'ottobre 1709 all'ottobre 1712, e durante il suo soggiorno romano vinse il primo premio per l'architettura presso l'Accademia nazionale di San Luca a Roma nel 1711.
Diventò maestro orafo nel 1714 e in quegli stessi anni sposò Anne-Marguerite Cellot.
Fu nominato orafo di corte reale il 1º settembre 1723.
Tra i suoi clienti si possono menzionare il conte di Tarroca, il conte di Pontchartrain, la duchessa di Retz, la duchessa d'Harcourt, il duca di Bouillon, il duca e la duchessa di Levy, Horace Walpole, William Bateman, la parrocchia della chiesa di Saint-Louis-en-l'Île, la corte di Spagna.
Tra i suoi lavori più prestigiosi realizzò, nel 1726-1727, una splendida zuppiera con vassoio destinata ad Horace Walpole, di cui porta incise le armi.
Successivamente il pittore, incisore, disegnatore di ceramiche e di cartoni d'arazzo Jean-Baptiste Oudry, assieme a Nicolas Besnier, prese in gestione la manifattura di Beauvais. Oudry venne nominato direttore artistico dello stabilimento di arazzi, invece Nicolas Besnier, direttore della fabbrica, si occupò della parte contabile. Besnier lavorò per circa vent'anni a Beauvais, dal 1734 fino al dicembre 1753.
Tra gli arazzi più rinomati prodotti dalla manifattura nel ventennio di direzione di Besnier vi furono:
- Métamorphoses d'Ovide, nel 1734;
- Verdures fines, nel 1735;
- Histoire de don Quichotte, nel 1735;
- Les fêtes italiennes, nel 1736;
- Histoire de Psyché, nel 1741;[9]
- Tenture chinoise, nel 1743;
- Les amours des dieux, nel 1749;
- La noble pastorale, nel 1752.

Il Metropolitan Museum of Art conserva alcune opere di Nicolas Besnier e di suo fratello Jacques
Nicolas Besnier morì a Parigi il 14 giugno 1754.

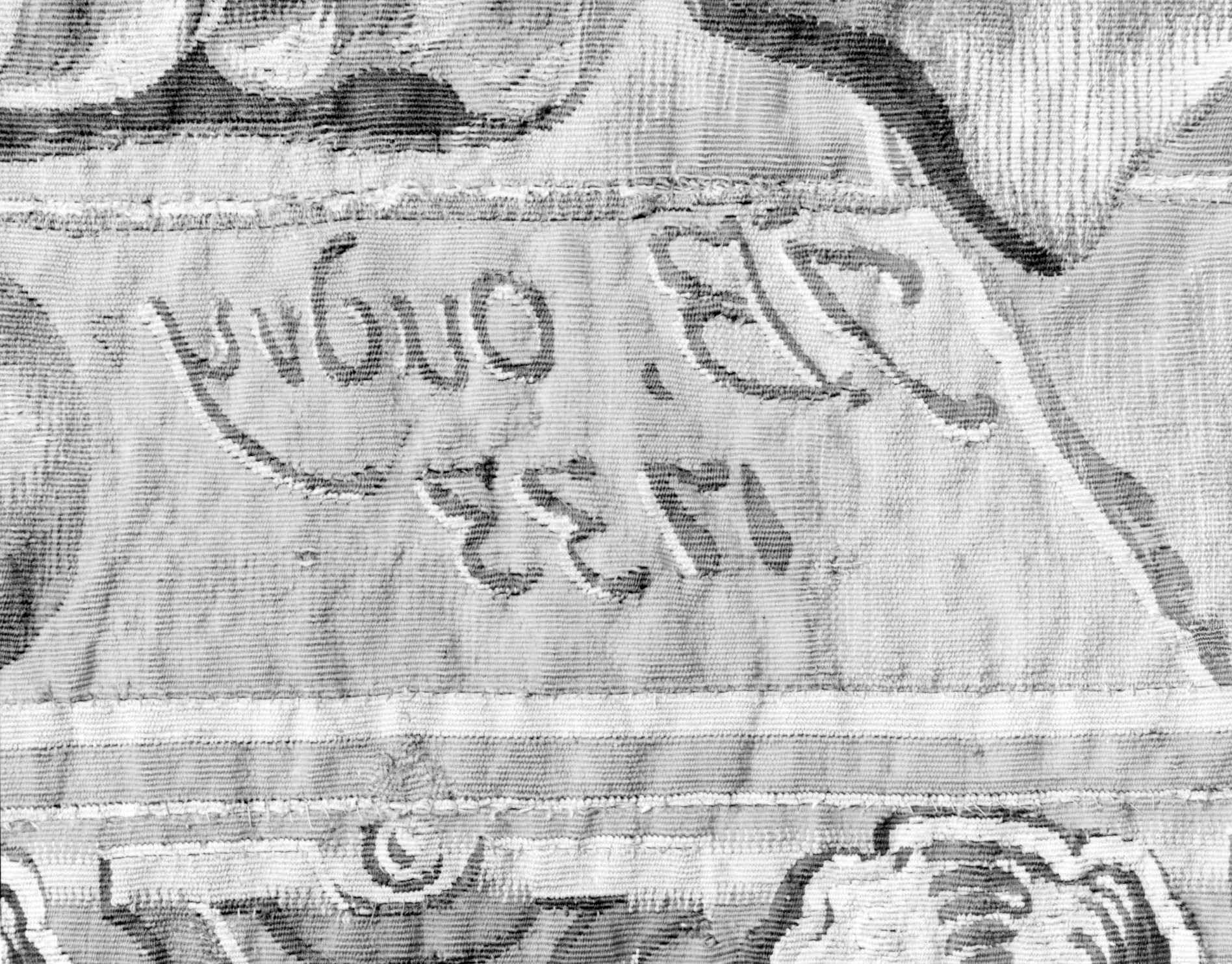
Arma di Joseph Marie, secondo duca di Boufflers (1733), arazzo di Beauvais
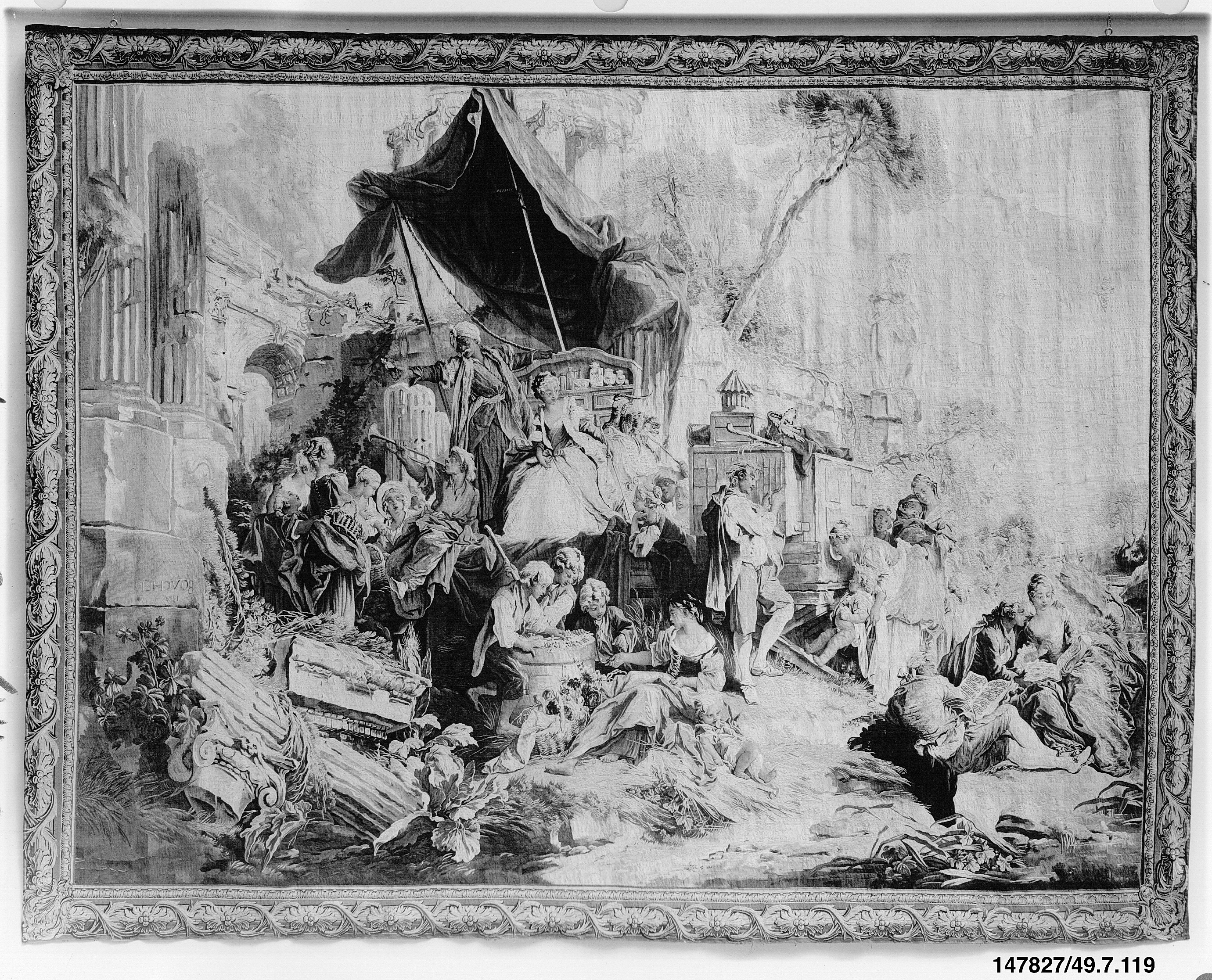
Il ciarlatano in un ambiente italiano (1736), arazzo di Beauvais
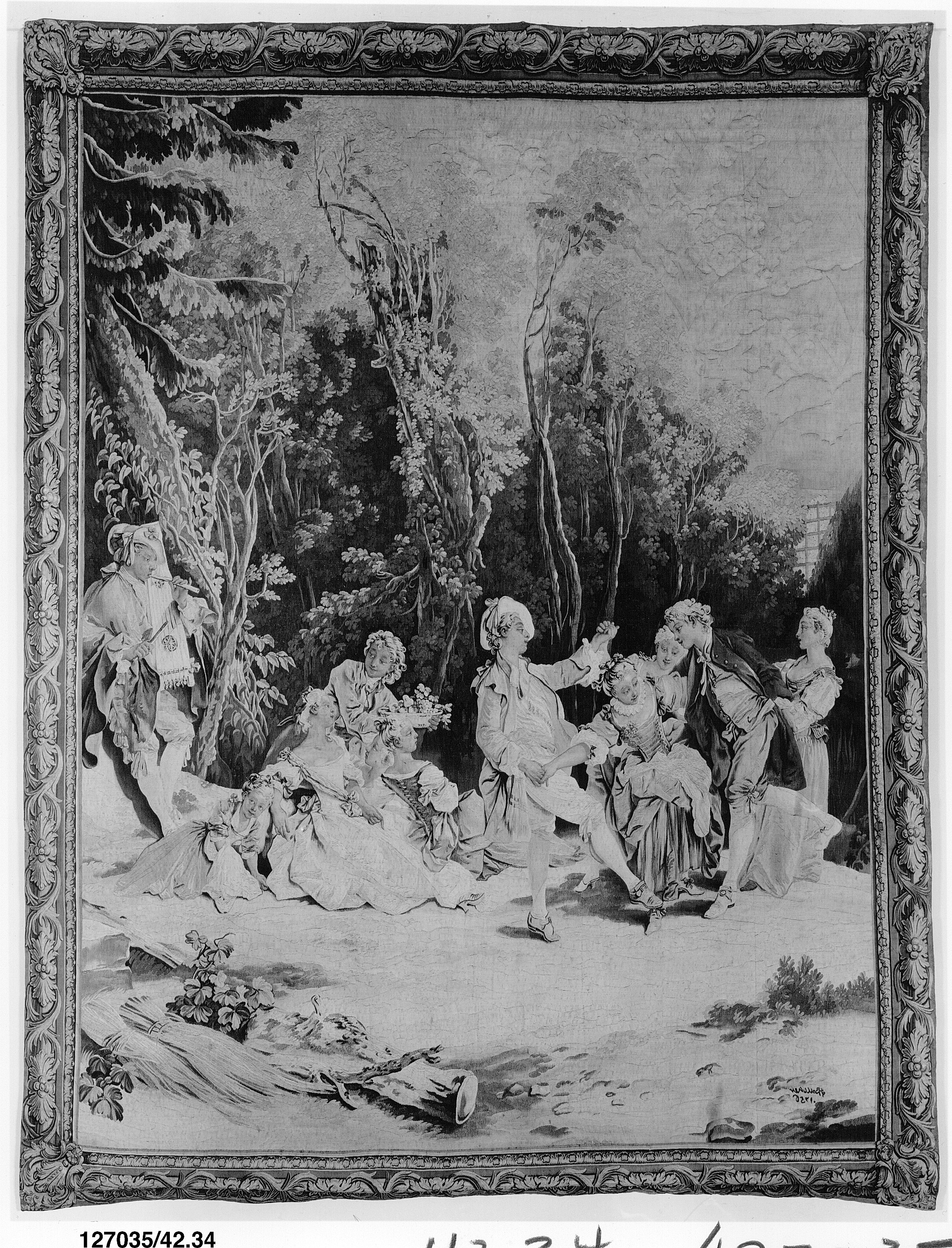
Danza tratta da un ambiente italiano (1744), arazzo di Beauvais